# Синусоїдальна спіраль

Синусоїдальна спіраль (червоні лінії) при (суцільна) і (пунктир).

Синусоїда́льна спіра́ль — сімейство плоских кривих, які визначаються класом рівнянь у полярних координатах
{\displaystyle \displaystyle r^{n}=a^{n}\cos(n\varphi ),}
де {\displaystyle a} — ненульова константа і {\displaystyle n} — раціональне число, не рівне нулю.
З урахуванням можливості повороту кривої відносно початку координат рівняння також може бути записане у вигляді
{\displaystyle \displaystyle r^{n}=a^{n}\sin(n\varphi ).}
Використання терміна «спіраль» в даному випадку не є точним, оскільки одержувані криві за формою більше нагадують квітку.

## Історія
Вперше вивчена Маклореном.

## Окремі випадки
Багато відомих криві є частковими випадками синусоїдальної спіралі:
- Пряма при {\displaystyle n=-1};
- Коло при {\displaystyle n=1};
- Гіпербола при {\displaystyle n=-2};
- Лемніската Бернуллі при {\displaystyle n=2};
- Парабола при {\displaystyle \textstyle n=-{\frac {1}{2}}};
- Кардіоїда при {\displaystyle \textstyle n={\frac {1}{2}}};
- Логарифмічна спіраль при {\displaystyle n\to 0};
- Кубика Чирнгауза при {\displaystyle \textstyle n=-{\frac {1}{3}}}.